# GamePro
GamePro foi uma mídia de jogos eletrônicos norte-americana que publicava conteúdo online e impresso. Publicada mensalmente, a revista foi primeiramente estabelecida em Redwood City, Califórnia, em 1989 por Pat Ferrell, Leeanne McDermott, Michal Kavish e Lynne Kavish.
O GamePro.com foi lançado oficialmente em 1998, oferecendo conteúdo que incluía artigos, notícias, visualizações, resenhas, capturas de tela e vídeos sobre jogos eletrônicos, além de conteúdo de usuários, como fóruns, análises e blogues.[carece de fontes?]

## PC Games
A PC Games, uma publicação irmã, foi fundada em 1988. Esta sofreu várias renomeações, começando em 1993 quando mudou para Electronic Entertainment; três anos depois, foi nomeada PC Entertainment até que o título voltou ao nome original em junho. Em 1999, foi comprada e fechada pela Imagine Publishing; sendo que sua última edição foi em abril.